# Cranioleuca antisiensis
Rabo-espinhoso-de-faces-riscadas ou arredio-de-cara-estriada (Cranioleuca antisiensis) é uma espécie de ave da família Furnariidae.
Pode ser encontrada nos seguintes países: Equador e Peru.
Os seus habitats naturais são: regiões subtropicais ou tropicais húmidas de alta altitude.